# Tim James
Tim O'Connor James (Miami, Florida; 26 de diciembre de 1976) es un exjugador de baloncesto estadounidense que disputó tres temporadas en la NBA. Con 2,01 metros de estatura, jugaba en la posición de alero.

## Trayectoria deportiva

### Instituto
Tim empezó jugando al baloncesto en el Instituto Miami Northwestern, en Miami. 

### Universidad
En la temporada 1995-96 ingresó en la Universidad de Miami, donde estuvo cuatro temporadas a muy buen nivel. Gozó de un gran año freshman con registros de 10,1 puntos, 5,3 rebotes y 1,8 tapones. Su segunda temporada con los Hurricanes se saldó con 14 puntos, 6,8 rebotes y 2,2 tapones de media. En la temporada 1997-98, como sénior, mejoró hasta los 16,8 puntos, 9,4 rebotes y 1,6 tapones. Su mejor temporada llegó en su año sénior, donde fue incluido en el Tercer Equipo All-America por la Associated Press tras promediar 18,6 puntos, 8,2 rebotes y 2,2 tapones.
Acabó su carrera con los Hurricanes como el cuarto máximo anotador de su historia (1713), quinto en rebotes (856) y segundo en tapones (224). En lo que a la Big East Conference se refiere, acabó en el puesto 17 en puntos (1062) y octavo en rebotes (545). Además de su talento en la cancha, Tim James fue dos veces campeón en salto de longitud de la Big East, en 1996 y 1997. Se graduó en Sociología.
Su número 40 fue retirado del Instituto y de la Universidad de Miami. Junto con Rick Barry, es el único jugador de los Hurricanes que tiene el dorsal retirado.

### Profesional

#### NBA
Tim fue elegido por Miami Heat en el puesto 25 de la 1.ª ronda del Draft de la NBA de 1999. En Miami jugó solo cuatro partidos después de lesionarse del tobillo izquierdo. Sus promedios en esos encuentros fueron de 2.8 puntos y 1 rebote.
El 1 de agosto de 2000 fue traspasado a Charlotte Hornets junto a Jamal Mashburn, Rodney Buford, P.J. Brown y Otis Thorpe a cambio de Eddie Jones, Anthony Mason, Ricky Davis y Dale Ellis. Con los Hornets jugó 30 partidos y solo promedió 1,5 puntos y 1,2 rebotes.
El 6 de noviembre de 2001 firmó con Philadelphia 76ers como agente libre. Disputó 9 partidos en los que firmó 1,3 puntos de media. En esa misma temporada también jugó en los Asheville Altitude de la NBDL.

#### Otras ligas
Tras su aventura NBA jugó en Europa, en un breve paso por el Tekelspor Istanbul turco (2003-04), para un año después, jugar en Japón en el OSG Phoenix (2004-05). 
Se retiró en el Ironi Ashkelon de la liga israelí, donde apenas jugó en la 2006-07.

## Estadísticas de su carrera en la NBA

### Temporada regular
| Temporada | Edad | Equipo             | Liga | P  | TIT | MIN | TC  | TCA | %TC  | 3P  | 3PA | %3P  | TL  | TLA | %TL  | R.OF. | R.DEF. | REB | ASIS | ROB | TAP | PER | FP  | PTS |
| 1999-00   | 23   | Miami Heat         | NBA  | 4  | 0   | 5.8 | 1.3 | 3.5 | .357 | 0.0 | 0.0 |      | 0.3 | 0.8 | .333 | 0.8   | 0.3    | 1.0 | 0.5  | 0.0 | 0.8 | 0.5 | 0.3 | 2.8 |
| 2000-01   | 24   | Charlotte Hornets  | NBA  | 30 | 0   | 6.6 | 0.5 | 1.7 | .308 | 0.0 | 0.1 | .333 | 0.4 | 0.5 | .857 | 0.5   | 0.7    | 1.2 | 0.3  | 0.1 | 0.2 | 0.3 | 0.9 | 1.5 |
| 2001-02   | 25   | Philadelphia 76ers | NBA  | 9  | 0   | 4.6 | 0.6 | 1.4 | .385 | 0.0 | 0.0 |      | 0.2 | 0.7 | .333 | 0.6   | 0.2    | 0.8 | 0.1  | 0.0 | 0.1 | 0.3 | 0.6 | 1.3 |
| Total     |      |                    | NBA  | 43 | 0   | 6.1 | 0.6 | 1.8 | .329 | 0.0 | 0.1 | .333 | 0.3 | 0.5 | .652 | 0.5   | 0.5    | 1.1 | 0.3  | 0.0 | 0.2 | 0.3 | 0.8 | 1.6 |